# Waiapu River
Der Waiapu River ist ein Fluss im Gisborne District auf der Nordinsel von Neuseeland.

## Geographie
Der Waiapu River wird durch den Zusammenfluss der beiden Flüsse Tapuaeroa River und Mata River, rund 3 km westlich des kleinen Dorfes Ruatoria gebildet. Das East Cape, als markanter geographischer Ort in der Gegend, befindet sich rund 32 km in nordöstliche Richtung. Der Waiapu River fließt in einem breiten, meistens nicht genutzten Geröllbett rund 26 km in nordöstliche Richtung und mündet rund 12 km südsüdwestlich vom East Cape in den Pazifischen Ozean.

## Geschichte
Die Gegend um den Fluss war während der Neuseelandkriege zwischen Juli und Oktober 1865 der Ort von Kämpfen zwischen Truppen der britischen Regierung und den Māori. Ein Obelisk weist in der Nähe von Rangitukia auf den Verlust von fünf britischen Truppen hin, deren Soldaten in der Zeit ihr Leben ließen. Wie viele Māori bei den Kämpfen ums Leben kamen, ist nicht überliefert.
Der Waiapu River mit seinem 1734 km² großen Einzugsgebiet gilt als das am stärksten mit Sedimenten belastete Flusssystem der Region Gisborne. Die jährlich ausgetragene Masse beträgt 36 Millionen Tonnen.